# Station Castle Cary
Castle Cary is een spoorwegstation van de National Rail in Castle Cary in Engeland.
Het station is eigendom van de Network Rail en wordt door de Great Western Railway beheerd. Het ligt op de Great Western Main Line van station London Paddington naar station Bristol Temple Meads.